# Esquema elétrico

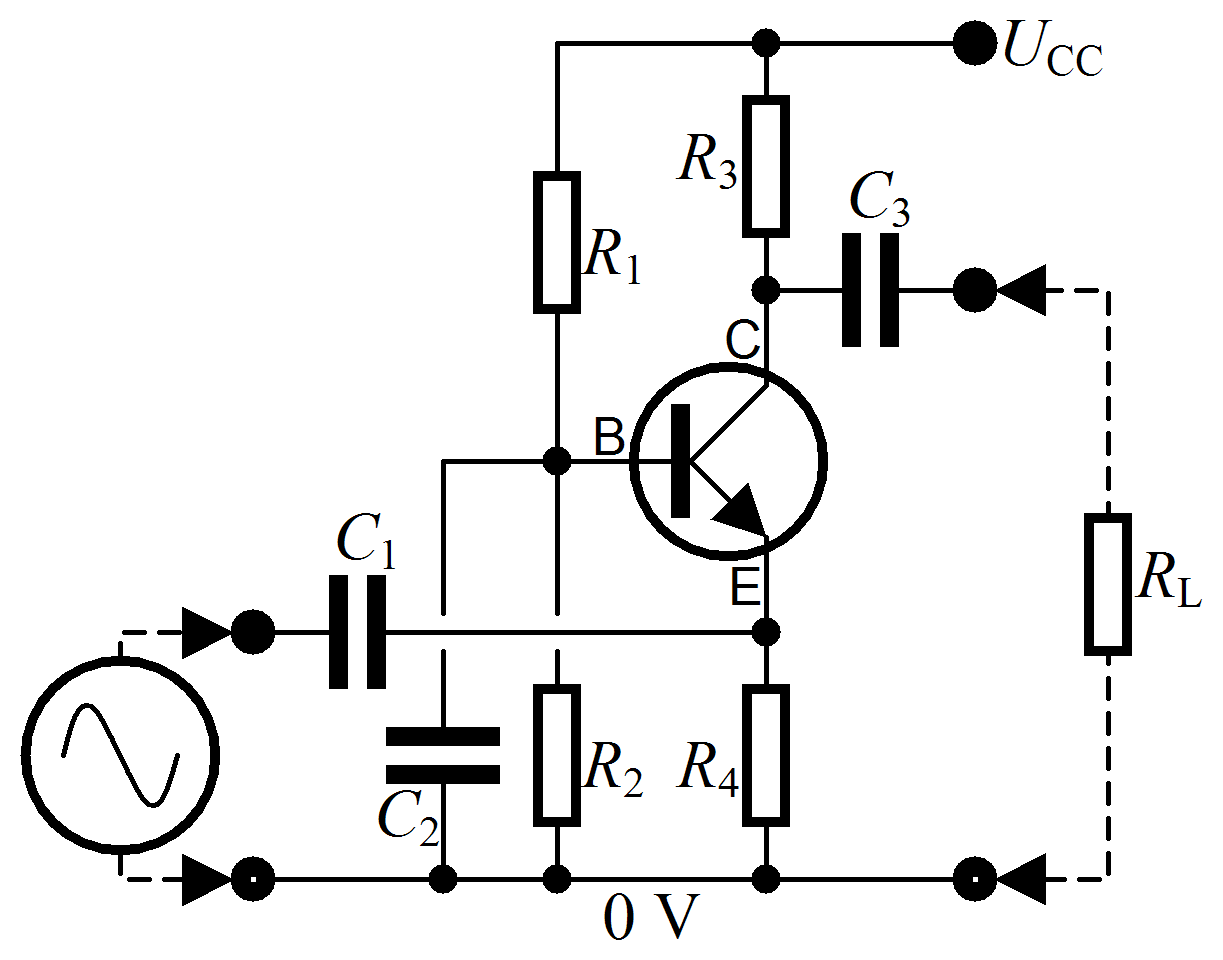
Esquema eletrônico de um amplificador simples.

Esquema elétrico ou diagrama elétrico é a representação gráfica de circuitos elétricos e eletrônicos.
A maioria dos circuitos reais não se resume apenas nos componentes do diagrama, pois há a necessidade de se dispor de um dispositivo para ligar e desligar o circuito, e isso é, conseguído pela adição de uma chave (contato elétrico) em série com o receptor.

## Tipos de representações
Os esquemas elétricos podem ser feitos de acordo como o modelo unifilar, multifilar ou funcional, conforme seu objetivo.

### Unifilar
Esquema unifilar é a representação simplificada de um circuito, no qual são exibidos linhas e símbolos específicos. Estas linhas representam os condutores e sobre eles é indicado a quantidade destes condutores em forma de traços verticais ou oblíquos, que interligam os componentes de um determinado circuito. 
Este esquema tem sua aplicação em projetos elétricos, pois dada a sua simplicidade, facilita a representação de uma instalação elétrica na planta baixa de um edifício.  

### Esquema multifilar
É o esquema que representa todo o circuito elétrico, isto é, os componentes, todos os condutores e ligações entre eles. Este é o esquema que descreve a forma como é ligado qualquer aparelho, de modo a facilitar a execução prática. 

### Esquema funcional
Esta representação também ilustra todo o circuito elétrico, porém, em relação ao esquema multifilar, permite uma interpretação clara da sequência e ligações entre os componentes do circuito.